# Tieferlegungsfeder
Tieferlegungsfedern sind Fahrzeugtragfedern die das Niveau des Fahrzeugs absenken. Hierbei wird i. d. R. auch die Federrate gegenüber den Serienfedern erhöht. Das Ziel ist dabei eine Veränderung der Straßenlage, also der fahrdynamischen Eigenschaften, vor allem im Hinblick auf ein stabileres Fahrverhalten bei Kurvenfahrt. Zudem wird damit ein sportlicherer optischer Eindruck des Fahrzeugs erzielt. 

## Anforderungen
- Absenkung des Fahrzeugniveaus, um den Schwerpunkt des Wagens tiefer zu verlegen.
- Verbesserung der Fahrsicherheit durch Verringerung der Fahrzeugseitenneigung. (Aufschaukeln)
- Erhöhung der Federrate (gegenüber den Serienfedern mit einhergehender Verringerung des Fahrkomforts)
- Verbesserung des Fahrverhaltens (Änderung des Federratenverhältnisses VA/HA)
- Fester Sitz der Feder bei vollständig ausgefedertem Fahrzeug („unter betriebsüblichen Bedingungen“)
- Verbesserung der Optik
- Einhaltung der Vorgaben des TÜV bezgl. der Grenzfederrate/Restfederwegs, Mindestbodenfreiheit etc.

## Ausführung
Eine Tieferlegungsfeder kann im einfachsten Fall lediglich z. B. 30 mm kürzer sein als die Originalfeder. Bei gleicher Federrate gegenüber der Originalfeder und einer Achsübersetzung von 1:1 ergibt sich eine Absenkung des Fahrzeugs um ebenfalls 30 mm.
Bei Erhöhung der Federrate muss die Differenz bei gleicher Absenkung aber entsprechend höher sein. Da die Federlänge nicht beliebig verkürzt werden kann, müssen Tieferlegungsfedern i. d. R. progressiv ausgelegt werden, um alle Forderungen realisieren zu können. Hierbei werden innerhalb einer Feder mehrere (meist 2) lineare Federraten kombiniert. Seltener ist eine Ausführung mit einer inkonstanten Federrate über den gesamten Federweg.
Als weitere Schwierigkeit bei der Auslegung kommt die Achsübersetzung (Hebelgesetz) hinzu, die ebenso berücksichtigt werden muss. Aufgrund der vielfältigen Achskonstruktionen (Mehrlenkerachse) ist dieses Übersetzungsverhältnis über den Federweg nicht immer konstant und muss bei der Berechnung entsprechend beachtet werden.

## Rechtslage in Deutschland
Ergänzend zu den Angaben im Artikel Fahrzeugtuning müssen bei Fahrwerksänderungen zur Erlangung von Teilegutachten oder auch für Einzelabnahmen nach §21, die Anforderungen des VdTÜV-Merkblatt 751 erfüllt werden. Sind diese Anforderungen nicht erfüllt bzw. verletzt, kann dies zum Verlust bzw. Erlöschen der ABE führen. Dies kann neben möglichen rechtlichen Konsequenzen wie einem Bußgeld und eventuell Strafpunkten für den Fahrzeuginhaber auch einen zumindest teilweisen Verlust des Versicherungsschutzes in der Haftpflicht- und/oder Kaskoversicherung nach sich ziehen.